# (358) Аполлония
(358) Аполлония (др.-греч. Ἀπολλωνία) — типичный астероид главного пояса, который характеризуется медленным вращением вокруг своей оси. Он был открыт 8 марта 1893 года французским астрономом Огюстом Шарлуа в обсерватории Ниццы и назван в честь порта Аполлонии Иллирийской, крупнейшего древнегреческого порта в Иллирии.

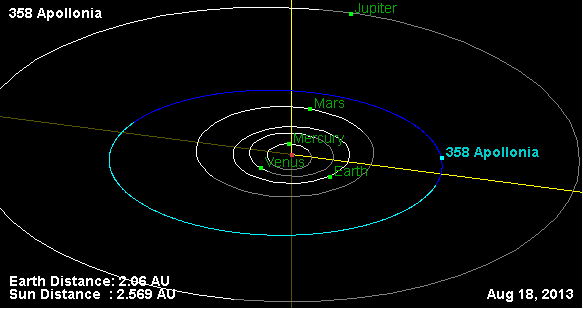
Орбита астероида Аполлония и его положение в Солнечной системе